# Mo Ke
Mo Ke (8 de setembro de 1982) é um basquetebolista profissional chinês.

## Carreira
Mo Ke integrou a Seleção Chinesa de Basquetebol em Atenas 2004, terminando na oitava posição.